# محاكمات قانون سميث لقادة الحزب الشيوعي
كانت محاكمات قانون سميث لقادة الحزب الشيوعي في مدينة نيويورك من عام 1949 إلى عام 1958 نتيجة لمحاكمات الحكومة الفيدرالية الأمريكية في فترة ما بعد الحرب وخلال الحرب الباردة بين الاتحاد السوفيتي والولايات المتحدة. اتُهم قادة الحزب الشيوعي الأمريكي (CPUSA) بانتهاك قانون سميث، وهو قانون يحظر الدعوة للإطاحة العنيفة بالحكومة. جادل المدعى عليهم بأنهم دافعوا عن الانتقال السلمي إلى الاشتراكية، وأن ضمان التعديل الأول لحرية التعبير وتكوين الجمعيات يحمي عضويتهم في حزب سياسي. وصلت الاستئنافات من هذه المحاكمات إلى المحكمة العليا في الولايات المتحدة، التي حكمت في قضايا في قضية دينيس ضد. الولايات المتحدة (1951) وييتس ضد. الولايات المتحدة (1957).
عقدت المحاكمة الأولى لأحد عشر زعيما شيوعيا في نيويورك عام 1949 ؛ كانت واحدة من أطول المحاكمات في تاريخ الولايات المتحدة. تظاهر العديد من مؤيدي المدعى عليهم خارج المحكمة على أساس يومي. ظهرت المحاكمة مرتين على غلاف مجلة تايم . وكثيرا ما أثار استياء الدفاع القاضي والادعاء؛ تم سجن خمسة مدعى عليهم بتهمة ازدراء المحكمة لأنهم عطلوا الإجراءات. اعتمدت قضية الادعاء على المخبرين السريين، الذين وصفوا أهداف الحزب الشيوعي الأمريكي، وفسروا النصوص الشيوعية، وشهدوا بمعرفتهم بأن الحزب الشيوعي الأمريكي دعت إلى الإطاحة العنيفة بحكومة الولايات المتحدة.
بينما كانت المحاكمة الأولى جارية، أثرت الأحداث خارج قاعة المحكمة على التصور العام للشيوعية: اختبر الاتحاد السوفيتي سلاحه النووي الأول، وساد الشيوعيون في الحرب الأهلية الصينية. في هذه الفترة، بدأت لجنة الأنشطة غير الأمريكية التابعة لمجلس النواب أيضًا في إجراء تحقيقات وجلسات استماع للكتاب والمنتجين في هوليوود المشتبه في نفوذهم الشيوعي. كان الرأي العام بأغلبية ساحقة ضد المدعى عليهم في نيويورك. بعد محاكمة استمرت 10 أشهر، وجدت هيئة المحلفين جميع المتهمين الأحد عشر مذنبين. وحكم عليهم القاضي بالسجن لمدة تصل إلى خمس سنوات في السجن الفيدرالي، وحكم على جميع محامي الدفاع الخمسة بالسجن بتهمة ازدراء المحكمة. فيما بعد تم تجريد اثنين من المحامين من السلاح.
بعد المحاكمة الأولى، المدعين العامين  –  بتشجيع من نجاحهم  –  حاكموا أكثر من 100 ضابط الحزب الشيوعي الأمريكي إضافيين لانتهاكهم قانون سميث. وقد حوكم البعض فقط لأنهم كانوا أعضاء في الحزب. واجه العديد من هؤلاء المتهمين صعوبة في العثور على محامين لتمثيلهم. المحاكمات أهلكت قيادة الحزب الشيوعي الأمريكي. في عام 1957، بعد ثماني سنوات من المحاكمة الأولى، وضع قرار المحكمة العليا الأمريكية ييتس حداً لمحاكمات مماثلة. وقضت بأن المدعى عليهم لا يمكن محاكمتهم إلا بسبب تصرفاتهم، وليس بسبب معتقداتهم.

## خلفية

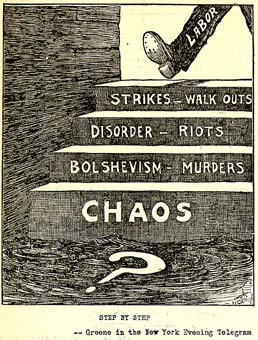
يعكس هذا الكاريكاتير السياسي لعام 1919 المخاوف الأمريكية من البلشفية والفوضوية خلال أول فزع أحمر.

بعد الثورة في روسيا في عام 1917، اكتسبت الحركة الشيوعية تدريجيا موطئ قدم في العديد من البلدان في جميع أنحاء العالم. في أوروبا والولايات المتحدة، تم تشكيل الأحزاب الشيوعية، المتحالفة بشكل عام مع النقابات العمالية وقضايا العمل. خلال الفزع الأحمر الأول 1919-1920، كان العديد من الأميركيين يخشون أن يؤدي البلشفية والفوضوية إلى عدم الاستقرار داخل الولايات المتحدة. في أواخر ثلاثينيات القرن العشرين، أقرت الهيئات التشريعية للولاية والفدرالية قوانين تهدف إلى فضح الشيوعيين، بما في ذلك القوانين التي تتطلب يمين الولاء، والقوانين التي تتطلب من الشيوعيين التسجيل لدى الحكومة. حتى اتحاد الحريات المدنية الأمريكي (ACLU)، وهي منظمة للدفاع عن حرية التعبير، أصدرت قرارًا في عام 1939 بطرد الشيوعيين من صفوف قيادتها.
في أعقاب التحقيق الذي أجراه الكونغرس بشأن الجماعات السياسية المتطرفة اليمينية واليسارية في منتصف الثلاثينيات، زاد الدعم لحظر قانوني لأنشطتها. أعطى التحالف بين ألمانيا النازية والاتحاد السوفياتي في أغسطس / آب 1939 حلف مولوتوف-ريبنتروب وغزوهم لبولندا في أيلول / سبتمبر قوة دفع إضافية. في عام 1940، أقر الكونغرس قانون تسجيل الأجانب لعام 1940 (المعروف باسم قانون سميث) الذي طالب جميع المقيمين البالغين غير المواطنين بالتسجيل لدى الحكومة، وجرم «الدفاع عن علم أو عن عمد... الواجب، الضرورة أو الرغبة في... الإطاحة أو تدمير أي حكومة في الولايات المتحدة بالقوة أو العنف... بقصد التسبب في الإطاحة أو تدمير أي حكومة في الولايات المتحدة. . . .»   تم جمع بصمات الأصابع ل وتسجيل خمسة ملايين من غير المواطنين بعد إقرار القانون. أول الأشخاص المدانين بموجب قانون سميث كانوا أعضاء في حزب العمال الاشتراكي في مينيابوليس في عام 1941. قادة الحزب الشيوعي الأمريكي، المنافسون المريرة لحزب التروتسكي حزب العمال الاشتراكي، أيدوا قانون سميث لمقاضاة حزب العمال الاشتراكي –  قرار سوف يندمون عليه لاحقا. في عام 1943، استخدمت الحكومة قانون سميث لمقاضاة النازيين الأميركيين؛ انتهت هذه الحالة في بطلان الدعوى عندما توفي القاضي من نوبة قلبية.  حريصة على تجنب عزل الاتحاد السوفياتي، ثم الحليف، فإن الحكومة لم تحاكم أي شيوعيين بموجب القانون خلال الحرب العالمية الثانية.
بلغت عضوية الحزب الشيوعي الأمريكي حوالي 80,000 عضو خلال الحرب العالمية الثانية تحت قيادة إيرل برودر، الذي لم يكن ستالينيًا صارمًا وتعاون مع الحكومة الأمريكية خلال الحرب.   في أواخر عام 1945، تولى المتشدد وليام ز. فوستر قيادة الحزب الشيوعي الأمريكي، وتولى القيادة في دورة تلتزم بسياسات ستالين.  لم يكن الحزب الشيوعي الأمريكي مؤثرًا جدًا في السياسة الأمريكية، وبحلول عام 1948 انخفضت عضويته إلى 60,000 عضوًا. لم يشعر ترومان بأن الحزب الشيوعي الأمريكي كان يمثل تهديدًا (لقد وصفها بأنها «ليست مشكلة»)، لكنه جعل شبح الشيوعية قضية حملة خلال انتخابات 1948.
تم تشكيل مفهوم الشيوعية في الولايات المتحدة من خلال الحرب الباردة، التي بدأت بعد الحرب العالمية الثانية، عندما فشل الاتحاد السوفيتي في الوفاء بالالتزامات التي قطعها في مؤتمر يالطا. بدلاً من إجراء انتخابات لحكومات جديدة، كما تم الاتفاق عليه في يالطا، احتل الاتحاد السوفيتي العديد من دول أوروبا الشرقية، مما أدى إلى توتر العلاقات مع الولايات المتحدة. عملت الأحداث الدولية اللاحقة على زيادة الخطر الواضح الذي تشكله الشيوعية على الأمريكيين: التهديدات الستالينية في الحرب الأهلية اليونانية (1946-1949)؛ الانقلاب التشيكوسلوفاكي لعام 1948 ؛ وحصار برلين عام 1948. 
تأثرت رؤية الشيوعية أيضًا بأدلة التجسس في الولايات المتحدة التي أجراها عملاء الاتحاد السوفيتي. في عام 1945، رفضت جاسوسة سوفيتية، إليزابيث بنتلي، اتحاد الجمهوريات الاشتراكية السوفياتية وقدمت قائمة من الجواسيس السوفيت في الولايات المتحدة إلى مكتب التحقيقات الفيدرالي (FBI). كان لدى مكتب التحقيقات الفيدرالي أيضًا إمكانية الوصول إلى الاتصالات السوفيتية السرية، المتاحة من جهود فك تشفير فينونا، والتي كشفت عن جهود كبيرة من قبل العملاء السوفيت للقيام بالتجسس داخل الولايات المتحدة.   التأثير المتزايد للشيوعية في جميع أنحاء العالم والأدلة على الجواسيس السوفيت داخل الولايات المتحدة دفعت وزارة العدل  –  يقودها مكتب التحقيقات الفيدرالي  –  لبدء التحقيق في الشيوعيين داخل الولايات المتحدة. 

## محاكمة 1949

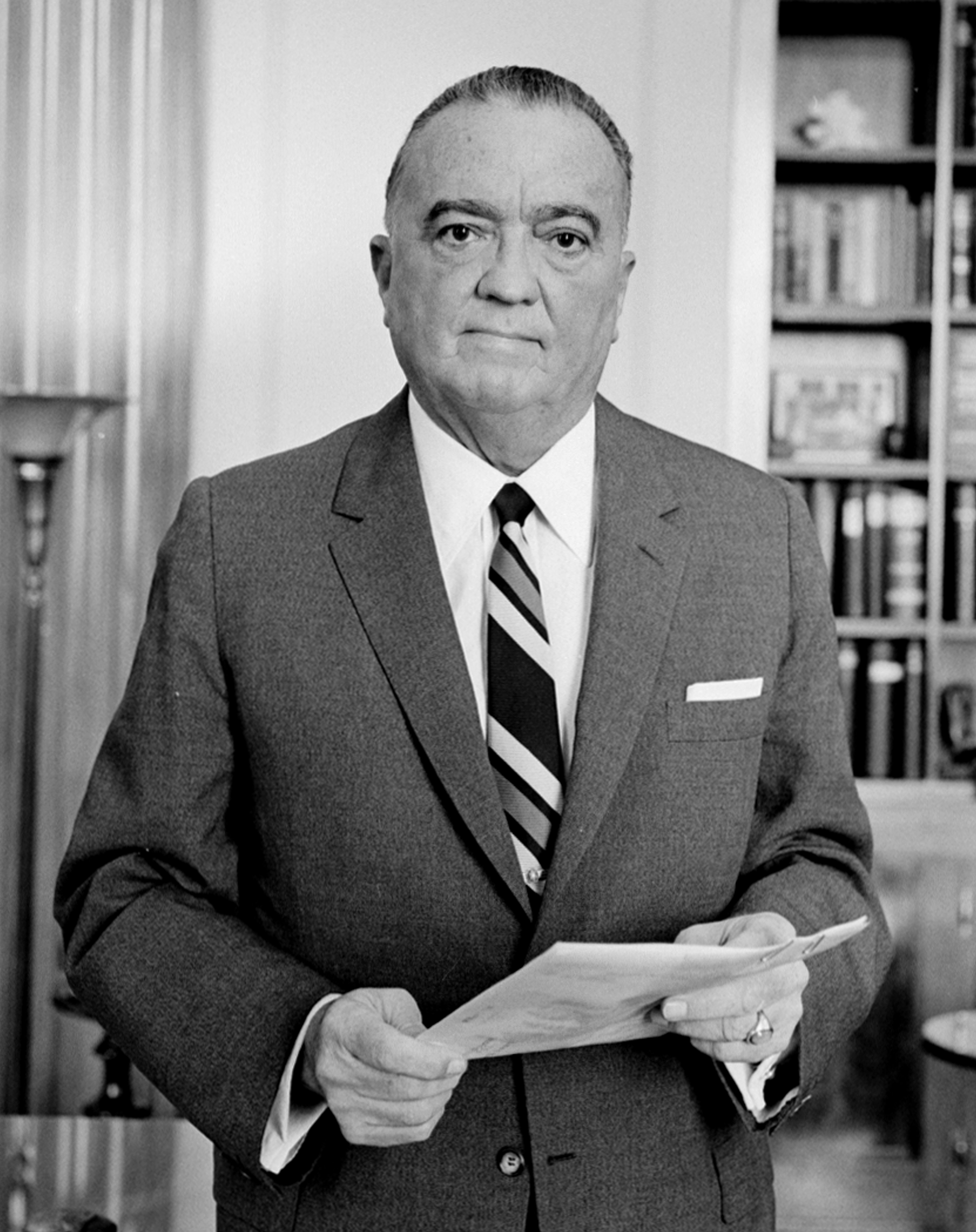
بدأ J. Edgar Hoover القضية.

في يوليو 1945، أصدر مدير مكتب التحقيقات الفيدرالي ج. إدغار هوفر تعليماته إلى وكلاءه بالبدء في جمع المعلومات حول أعضاء الحزب الشيوعي الثوري لدعم تحليل الأهداف الهدامة للحزب، مما أدى إلى تقرير من 1,850 صفحة تم نشره في عام 1946 والذي حدد قضية الدعوى.  مع استمرار تكثيف الحرب الباردة في عام 1947، عقد الكونغرس جلسة استماع رفض فيها هوليوود 10 الإدلاء بشهادتهم حول تورطهم المزعوم مع الحزب الشيوعي الأمريكي، مما أدى إلى إدانتهم بتهمة ازدراء الكونغرس في أوائل عام 1948. في نفس العام، أصدر هوفر تعليماته لوزارة العدل برفع دعاوى ضد قادة الحزب الشيوعي النيبالي بهدف جعل الحزب غير فعال.  جون ماكغي، المدعي الفيدرالي من المقاطعة الجنوبية في نيويورك، مُنح الدور القيادي في مقاضاة القضية واتهم اثني عشر من قادة الحزب الشيوعي الأمريكي بانتهاك قانون سميث. التهم المحددة الموجهة ضد المدعى عليهم كانت الأولي، أنهم تآمروا للإطاحة بالحكومة الأمريكية بوسائل عنيفة، وثانياً، أنهم ينتمون إلى منظمة دعت إلى الإطاحة العنيفة بالحكومة.   لائحة الاتهام الصادرة في يونيو   29، 1948، أكدت أن الحزب الشيوعي الأمريكي كان في انتهاك لقانون سميث منذ يوليو   1945. المدعى عليهم الإثني عشر، الذين تم اعتقالهم في أواخر يوليو 1948، كانوا جميعًا أعضاء في المجلس الوطني لـ الحزب الشيوعي الأمريكي:  
- بنيامين ج. ديفيس، الابن   - رئيس اللجنة التشريعية للحزب الشيوعي الأمريكي وعضو المجلس في مدينة نيويورك
- يوجين دينيس   - أمين عام الحزب الشيوعي الأمريكي
- وليام ز. فوستر   - سكرتير الحزب الشيوعي الأمريكي الوطني (اتهم؛ لكن لم يحاكم بسبب المرض)
- جون جيتس   - زعيم عصبة الشبيبة الشيوعية
- جيل جرين   - عضو في المجلس الوطني (يمثله AJ Isserman)
- قاعة جوس   - عضو في مجلس الحزب الشيوعي الأمريكي الوطني
- ايرفينج البوتاس   - مسؤول اتحاد الفراء
- جاك ستشيل   - محرر صحيفة «العامل اليومي»
- روبرت ج. طومسون   - قيادة فرع نيويورك من الحزب الشيوعي الأمريكي
- جون ويليامسون   - عضو في اللجنة المركزية الحزب الشيوعي الأمريكي (يمثلها AJ Isserman)
- هنري وينستون   - عضو في مجلس الحزب الشيوعي الأمريكي الوطني
- كارل وينتر   - قائد فرع ميشيغان ل الحزب الشيوعي الأمريكي

كان هوفر يأمل في أن يتم توجيه الاتهام إلى جميع أعضاء اللجنة الوطنية الـ الحزب الشيوعي الأمريكي البالغ عددهم 55 وخاب أمله لأن المدعين اختاروا ملاحقة اثني عشر شخصًا فقط. وقبل أسبوع من الاعتقالات، اشتكى هوفر إلى وزارة العدل  –  مذكرا باعتقالات وإدانات أكثر من مائة من قادة العمال الصناعيين في العالم في عام 1917  –  «لقد تم سحق العمال الصناعيين بالعالم ولم يتم إحياؤه على الإطلاق، وكان إجراء مماثل في هذا الوقت فعالاً ضد الحزب الشيوعي.» 

### بداية المحاكمة

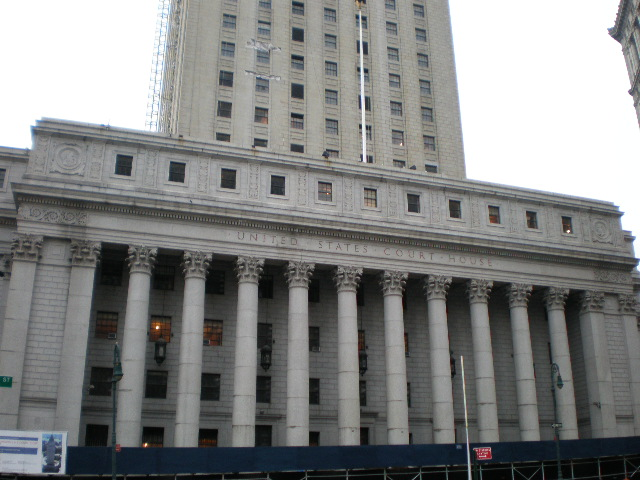
عُقدت محاكمة 1949 في محكمة فولي سكوير الفيدرالية في مانهاتن.

عقدت محاكمة عام 1949 في مدينة نيويورك في مبنى المحكمة الفيدرالية في فولي سكوير التابع لمحكمة الولايات المتحدة المحلية للمنطقة الجنوبية في نيويورك. تولى رئاسة الجلسة القاضي هارولد مدينا، وهو أستاذ سابق بجامعة كولومبيا كان يعمل على مقاعد البدلاء لمدة 18 شهرًا عندما بدأت الجلسة.  قبل أن تصبح قاضية، نجحت ميدينا في مناقشة قضية كرامر في. الولايات المتحدة أمام المحكمة العليا، والدفاع عن ألماني أمريكي متهم بالخيانة. 
افتتحت المحاكمة في 1 نوفمبر، 1948، والإجراءات الأولية واختيار هيئة المحلفين استمرت حتى 17 يناير، 1949 ؛ مثل المتهمون للمرة الأولى في المحكمة في 7 مارس، وانتهت القضية في 14 أكتوبر 1949.  على الرغم من أن المحاكمات اللاحقة تجاوزتها، إلا أنها كانت في عام 1949 أطول محاكمة فيدرالية في تاريخ الولايات المتحدة.   كانت المحاكمة واحدة من أكثر الإجراءات القانونية إثارة للجدل في البلاد وأحيانًا كان لها «جو يشبه السيرك».  تم تعيين أربعمائة ضابط شرطة في الموقع في يوم افتتاح المحاكمة.  المجلات والصحف والإذاعة ذكرت في القضية بشدة؛ عرضت مجلة تايم المحاكمة على غلافها مرتين مع قصص بعنوان «الشيوعيون: وجود الشر» و «الشيوعيون: المفوض الصغير» (في إشارة إلى يوجين دينيس). 

### الرأي العام
رأي الرأي العام الأمريكي ووسائل الإعلام كان ساحقًا لصالح الإدانة. المجلات والصحف والإذاعة ذكرت في القضية بشدة؛ عرضت مجلة تايم المحاكمة على غلافها مرتين مع قصص بعنوان «الشيوعيون: وجود الشر» و «الشيوعيون: المفوض الصغير» (في إشارة إلى يوجين دينيس).  أيدت معظم الصحف الأمريكية الادعاء، مثل برقية نيويورك وورلد التي ذكرت أن الحزب الشيوعي سيعاقب قريبًا. شعرت صحيفة نيويورك تايمز ، في مقال افتتاحي، أن المحاكمة كانت مبررة ونفت تأكيدات الحزب بأن المحاكمة كانت بمثابة استفزاز مماثل لنيران الرايخستاغ. تبنت صحيفة كريستيان ساينس مونيتور وجهة نظر منفصلة في مقال افتتاحي: «ستراقب الحكومة والأحزاب السياسية في جميع أنحاء العالم نتائج القضية حول الكيفية التي تعتزم بها الولايات المتحدة، بصفتها أحد الأسس البارزة للحكومة الديمقراطية، تنوي تقاسم المنافع من الحريات المدنية وحتى الآن حمايتهم إذا وعندما يبدو أنهم تعرضوا للاعتداء من قبل الأعداء من الداخل». 
لكن دعم الملاحقات القضائية لم يكن عالميًا. خلال الإجراءات، كانت هناك أيام احتج فيها عدة آلاف من المتظاهرين في ميدان فولي خارج قاعة المحكمة، ورددوا شعارات مثل «أدولف هتلر لم يمت أبدًا   / إنه يجلس إلى جانب ميدينا».  ورداً على ذلك، أقر مجلس النواب الأمريكي مشروع قانون في أغسطس / آب لحظر الاعتصام بالقرب من المحاكم الفيدرالية، لكن مجلس الشيوخ لم يصوت عليه قبل نهاية المحاكمة.   كان الصحفي ويليام ل. شيرير متشككًا في المحاكمة، حيث كتب «لا يوجد إجراء علني لمحاولة الإطاحة بالقوة بحكومتنا.   . . . قضية الحكومة هي ببساطة أنه من خلال كونها أعضاء وقادة في الحزب الشيوعي، فإن مذاهبها وتكتيكاتها كما هي، والمتهمون مذنبون بالتآمر».  وكتبت صحيفة واشنطن بوست أن الغرض من الهجوم القانوني للحكومة على الحزب الشيوعي الأمريكي «ليس للحماية وأمن الدولة بقدر ما هو استغلال العدالة لغرض الدعاية». ادعى المرشح الرئاسي من طرف ثالث هنري أ. والاس أن المحاكمة كانت محاولة من قبل إدارة ترومان لخلق جو من الخوف، وكتب «نحن الأمريكيون لدينا أكثر بكثير للخوف من تلك الإجراءات التي تهدف إلى قمع الحرية السياسية من التعليم عن الأفكار التي نحن في خلاف عليها.»  كتب فاريل دوبس من حزب العمال الاشتراكي  –  على الرغم من حقيقة أن الحزب الشيوعي الأمريكي قد دعمت محاكمة دوبس بموجب قانون سميث في عام 1941  –  «أريد أن أوضح بأسلوب لا لبس فيه أنني وحزب العمال الاشتراكي ندعمان كفاحهما ضد قانون سميث البغيض، وكذلك ضد لوائح الاتهام بموجب هذا القانون».
قبل بدء المحاكمة، قرر أنصار المدعى عليهم شن حملة لكتابة الرسائل والمظاهرات: وحثت لجنة حماية الصحفيين أعضاءها على قصف ترومان برسائل تطلب إسقاط التهم. في وقت لاحق، غمر أنصار القاضي بميدينا ببرقيات ورسائل تحثه على رفض الاتهامات.
لم يكن الدفاع متفائلاً باحتمالية النجاح. بعد انتهاء المحاكمة، كتب المدعى عليه غيتس: «الهستيريا المناهضة للشيوعية كانت شديدة، وكان معظم الأمريكيين خائفين من القضية الشيوعية، لدرجة أننا أديننا قبل أن تبدأ المحاكمة».

### الملاحقة القضائية
لم يؤكد المدعي العام جون مكغوي أن المدعى عليهم كان لديهم خطة محددة للإطاحة بعنف بحكومة الولايات المتحدة، بل زعموا أن فلسفة الحزب الشيوعي الأمريكي تؤيد عمومًا الإطاحة العنيفة بالحكومات. استدعى الادعاء الشهود الذين كانوا إما مخبرين سريين، مثل أنجيلا كالوميريس وهربرت فيلبريك، أو الشيوعيين السابقين الذين أصبحوا غير راضين عن الحزب الشيوعي الأمريكي، مثل لويس بودينز. شهد شهود الادعاء حول أهداف وسياسات الحزب الشيوعي الأمريكي، وقاموا بتفسير بيانات المنشورات والكتب (بما في ذلك البيان الشيوعي) وأعمال مؤلفين مثل كارل ماركس وجوزيف ستالين.  جادل الادعاء بأن النصوص دعت إلى ثورة عنيفة، وأنه من خلال اعتماد النصوص كأساس سياسي لها، كان المتهمون مذنبين في الدعوة للإطاحة العنيفة بالحكومة. 
تم تجنيد كالوميريس من قبل مكتب التحقيقات الفيدرالي في عام 1942 وتسلل إلى الحزب الشيوعي الأمريكي، وحصلت على قائمة الأعضاء. حصلت على راتب من مكتب التحقيقات الفيدرالي خلال سنواتها السبع كمخبرة.  حددت كالوميريس أربعة من المدعى عليهم كأعضاء في الحزب الشيوعي الأمريكي وقدمت معلومات حول تنظيمها. وقد أدلت بشهادتها بأن الحزب الشيوعي الأمريكي تبنت ثورة عنيفة ضد الحكومة، وأن الحزب الشيوعي الأمريكي –  بناء على تعليمات من موسكو  –  قد حاولت تجنيد أعضاء يعملون في صناعات الحرب الرئيسية.
كان بودينز، شيوعي سابق، شاهدًا مهمًا آخر للادعاء الذي شهد بأن الحزب الشيوعي الأمريكي قد اشترك في فلسفة الإطاحة العنيفة بالحكومة.  كما شهد أن بنود دستور الحزب الشيوعي الأمريكي التي نبذت العنف كانت عبارة عن شراك خداعية مكتوبة بـ «اللغة الأيسوبية» والتي وضعت خصيصًا لحماية الحزب الشيوعي الأمريكي من المقاضاة. 

### الدفاع
كان المحامون الخمسة الذين تطوعوا للدفاع عن الشيوعيين على دراية بالأسباب اليسارية وأيدوا حقوق المدعى عليهم في اعتناق وجهات النظر الاشتراكية. هم أبراهام إيسرمان وجورج دبليو كروكيت جونيور وريتشارد جلادشتاين وهاري ساشر ولويس ف. ماكابي.   مثل المدعى عليه يوجين دينيس نفسه. سيطر اتحاد الحريات المدنية على زعماء مناهضين للشيوعية خلال الأربعينيات من القرن الماضي، ولم يدعم بحماس الأشخاص المتهمين بموجب قانون سميث؛ لكنها قدمت مذكرة موجزة تؤيد طلب فصل التهم.
استخدم الدفاع إستراتيجية من ثلاثة محاور: أولاً، سعوا إلى تصوير الحزب الشيوعي الثوري لحزب الاتحاد الاشتراكي على أنه حزب سياسي تقليدي، والذي روج للاشتراكية بالوسائل السلمية ؛ ثانياً، هاجموا المحاكمة باعتبارها مشروعاً رأسمالياً لا يمكن أن يوفر نتائج عادلة للمدعى عليهم البروليتاريين ؛ وثالثا، استخدموا التجربة كفرصة لنشر سياسات الحزب الشيوعي الأمريكي. 
قدم الدفاع التماسات قبل المحاكمة بحجة أن حق المتهمين في المحاكمة من قبل هيئة محلفين من أقرانهم قد رُفض لأنه في ذلك الوقت، كان على المحلف الكبير المحتمل أن يفي بمتطلبات الحد الأدنى من الملكية، مما يلغي فعلياً الأقل ثراءً من الخدمة.  جادل الدفاع أيضا أن عملية اختيار هيئة المحلفين للمحاكمة كانت معيبة بالمثل. لم تكن اعتراضاتهم على عملية اختيار هيئة المحلفين ناجحة، وشمل المحلفون أربعة من الأميركيين من أصول أفريقية وكانوا في الأساس مواطنين من الطبقة العاملة. 
كان الموضوع الأساسي للدفاع هو أن الحزب الشيوعي الأمريكي سعى إلى تحويل الولايات المتحدة إلى الاشتراكية عن طريق التعليم، وليس بالقوة. ادعى الدفاع أن معظم الأدلة الوثائقية للادعاء جائت من النصوص القديمة التي سبقت المؤتمر العالمي السابع 1935 من الكومنترن تاريخيا، وبعد ذلك رفض الحزب الشيوعي الأمريكي العنف كوسيلة للتغيير.  حاول الدفاع إدخال المستندات في الأدلة التي تمثل الدعوة التي قامت بها الحزب الشيوعي الأمريكي للسلام، مدعيا أن هذه السياسات حلت محل النصوص القديمة التي قدمها الادعاء والتي شددت على العنف.  استبعد ميدينا معظم المواد التي اقترحها الدفاع لأنها لا تتعلق مباشرة بالوثائق المحددة التي قدمها الادعاء. ونتيجة لذلك، اشتكى الدفاع من أنهم غير قادرين على تصوير مجمل نظام معتقداتهم أمام هيئة المحلفين.
طور محامي الدفاع إستراتيجية «الدفاع العمالي»، والتي هاجموا بها عملية المحاكمة بأكملها، بما في ذلك المدعي العام والقاضي وعملية اختيار هيئة المحلفين.  تضمنت الإستراتيجية الإهانة اللفظية للقاضي والمدعين العامين، وربما كانت محاولة لإثبات المحاكمة. كان هناك جانب آخر من جوانب الدفاع العمالي وهو محاولة لحشد الدعم الشعبي لتحرير المدعى عليهم، على أمل أن يساعد الضغط الشعبي في تحقيق البراءات.  طوال المحاكمة، غمر الآلاف من أنصار المدعى عليهم القاضي بالاحتجاجات، وساروا خارج قاعة المحكمة في ساحة فولي. استخدم الدفاع المحاكمة كفرصة لتثقيف الجمهور حول معتقداتهم، لذلك ركزوا دفاعهم على الجوانب السياسية للشيوعية، بدلاً من دحض الجوانب القانونية لأدلة الادعاء. اختار المدعى عليه دينيس أن يمثل نفسه حتى يتمكن ، من خلال دوره كمحام ، من مخاطبة هيئة المحلفين مباشرة وشرح المبادئ الشيوعية. 

### جو قاعة المحكمة
كانت المحاكمة واحدة من أكثر الإجراءات القانونية إثارة للجدل في البلاد وأحيانًا كان لها «جو يشبه السيرك».  تم تعيين أربعمائة ضابط شرطة في الموقع في يوم افتتاح المحاكمة.  أثار الدفاع استياء القاضي عمدا من خلال تقديم عدد كبير من الاعتراضات والاقتراحات ،  مما أدى إلى العديد من الاشتباكات المريرة بين المحامين والقاضية ميدينا.  على الرغم من تكتيكات الدفاع العدوانية وحملة كتابة الرسائل الضخمة الموجهة إلى ميدينا ، قال «لن أخاف». من الفوضى ، نشأ جو من «العداء المتبادل» بين القاضية والمحامين.  حاولت القاضية ميدينا الحفاظ على النظام عن طريق إزالة المدعى عليهم غير المنضبطين. أثناء المحاكمة ، أرسل ميدينا خمسة من المدعى عليهم بالسجن للانفعال، بما في ذلك هول لأنه صرخ «سمعت قانون أكثر في محكمة الكنغر»، وينستون  –  أمريكي من أصل أفريقي  –  لصراخه «تم إعدام أكثر من خمسة آلاف من الزنوج في هذا البلد».  عدة مرات في شهري يوليو وأغسطس ، عقدت القاضية محامي الدفاع في ازدراء للمحكمة ، وأخبرهتهم أن العقوبة ستُنفَّذ فور انتهاء المحاكمة.
وصف زميل القاضية جيمس ل. أوكس ميدينا على أنها قاضٍ عادل ومعقول ، وكتب أنه «بعد أن رأي القاضي ما كان يفعله المحامون ، أذاقهم القليل من دوائهم أيضًا».  كتب الباحث والمؤرخ القانوني ميكال بيلكناب أن ميدينا كانت «غير صديقة» للدفاع ، وأن «هناك ما يدعو للاعتقاد بأن ميدينا كانت منحازة ضد المدعى عليهم»، نقلاً عن بيان أدلت به ميدينا قبل المحاكمة: «إذا سمحنا لهم بفعل شئ كهذا [تأجيل بدء التجربة] ، فسيدمرون الحكومة». وفقًا لبيلناب ، قد يتفاقم سلوك ميدينا تجاه الدفاع بسبب وفاة قاضٍ اتحادي آخر بسبب نوبة قلبية خلال محاكمة عام 1943 المتعلقة بقانون سميث.   بعض المؤرخين يتكهنون أن ميدينا كانت تعتقد أن الدفاع كان يحاول عمدا استفزازها لارتكاب خطأ قانوني بهدف تحقيق محاكمة.  

### أحداث خارج قاعة المحكمة

قدم بول روبسون حفلًا موسيقيًّا لجمع أموال الدفاع.

خلال المحاكمة التي استمرت عشرة أشهر ، وقعت عدة أحداث في أمريكا أدت إلى تكثيف مشاعر الأمة المعادية للشيوعية: كانت قضية التجسس السوفيتي جوديث كوبلون قيد التقدم ؛ حوكم الموظف الحكومي السابق الجير هيس بتهمة شهادة الزور بسبب اتهامات بأنه شيوعي (محاكمة عقدت أيضًا في محكمة فولي سكوير)؛ اتهم الزعيم العمالي هاري بريدجز بالحنث باليمين عندما نفى كونه شيوعياً. وصدر اتحاد الحريات المدنية الأمريكي قرارًا معاديًا للشيوعية.  قد يكون لحدثين خلال الشهر الأخير من التجربة تأثير كبير: في 23 سبتمبر، 1949، أعلن ترومان أن الاتحاد السوفيتي فجر أول قنبلة نووية. وفي 1 أكتوبر، 1949، ساد الحزب الشيوعي الصيني في الحرب الأهلية الصينية. 
وكان المتهمان ايرفينج بوتاس وبنجامين ج. ديفيس من بين أعضاء الجمهور الذين هوجموا أثناء مغادرتهم حفلة موسيقية في 4 سبتمبر / أيلول تحت عنوان بول روبسون في بيكسكيل ، نيويورك. أعطيت لصالح مؤتمر الحقوق المدنية ، الذي كان يمول النفقات القانونية للمدعى عليهم.  واصطف المئات على الطرقات تاركين أماكن الأداء وألقوا الحجارة والزجاجات على السيارات المغادرة دون تدخل الشرطة. عانى أكثر من 140 شخصًا من الإصابات ، بما في ذلك بوتاش ، الذي أصيبت عيناه بزجاج من الزجاج الأمامي المكسور. تم تعليق المحاكمة لمدة يومين بينما تعافى بوتاش من إصاباته.

### الإدانات والحكم
في 14 أكتوبر، 1949، بعد اراحة الدفاع قضيتهم ، أعطى القاضي تعليمات هيئة المحلفين لإرشادهم في التوصل إلى قرار. وأمر هيئة المحلفين بأن الادعاء لم يكن مطلوباً لإثبات أن خطر العنف «واضح وحاضر»؛ بدلاً من ذلك ، يجب أن تنظر هيئة المحلفين فيما إذا كان المتهمون قد دافعوا عن السياسة الشيوعية باعتبارها «قاعدة أو مبدأ عمل» بقصد التحريض على الإطاحة بالعنف «بالسرعة التي تسمح بها الظروف».  كان هذا الأمر رداً على المدعى عليهم ، الذين أيدوا اختبار «الخطر الواضح والحاضر»، ومع ذلك لم يتم اعتماد هذا الاختبار كقانون من قبل المحكمة العليا. تضمنت تعليمات القاضي عبارة «أجد كمسألة قانونية وجود خطر كاف لشر جوهري   ...» والتي سيتم الطعن فيها لاحقًا من قبل الدفاع أثناء استئنافهم.  بعد التداول لمدة سبع ساعات ونصف ، أعادت هيئة المحلفين أحكام مذنبة ضد جميع المدعى عليهم الأحد عشر. حكم القاضي على عشرة مدعى عليهم بالسجن خمس سنوات وغرامة قدرها 10,000 دولار (105,301 دولار في 2020 ). المتهم الحادي عشر ، روبرت ج. طومسون  –  محارب قديم في الحرب العالمية الثانية  –  حكم عليه بالسجن لمدة ثلاث سنوات بالنظر إلى خدمته في زمن الحرب. وقال طومسون إنه «ليس من دواعي سروري أن هذا الخطأ القضائي في وول ستريت قد رأى أنه من المناسب مساواة امتلاكي ل صليب الخدمة المميز بالسجن لمدة عامين». 
مباشرة بعد أن أصدرت هيئة المحلفين قرارًا ، التفت ميدينا إلى محامي الدفاع قائلًا إن لديه «بعض الأعمال غير المكتملة» واحتجزهم في ازدراء المحكمة ، وحكم عليهم جميعًا بالسجن مددًا تتراوح بين 30 يومًا وستة أشهر ؛ واستشهد أيضا دنيس ، بصفته محاميا خاصا به.   وبما أن أحكام ازدراء كانت تستند إلى سلوك شهده القاضي ، فلم تكن هناك حاجة لجلسات الاستماع لتهم ازدراء المحكمة ، وتم تكبيل المحامين على الفور وتقييدهم بالسجن. 

### ردة فعل العامة
الغالبية العظمى من العامة، ومعظم وسائل الإعلام ، أيدت الحكم.  نموذجيًا كان خطابًا لصحيفة نيويورك تايمز : «قد يثبت الحزب الشيوعي أنه وحش برأس هيدرا ما لم نتمكن من اكتشاف كيفية قتل الجسد وكذلك كيفية قطع رؤوسه». يوم الإدانات ، حاكم نيويورك أشاد توماس إي. ديوي والسناتور جون فوستر دالاس بالأحكام.
وتحدث بعض المؤيدين بصوت عال للمدعى عليهم في دفاعهم. كتب أحد سكان نيويورك: «أنا لا أخاف من الشيوعية   . . . أنا خائف فقط من الاتجاه السائد في بلدنا اليوم بعيدًا عن مبادئ الديمقراطية.»  وكتب آخر: «كانت المحاكمة محاكمة سياسية   . . . ألا يلهم الاتحاد السوفيتي الخوف في العالم بأسره بالتحديد لأن جماهير البشر لا يثقون عن العدالة في إجراءاته الجنائية ضد المنشقين؟   . . . إنني على ثقة من أن المحكمة العليا ستكون قادرة على تصحيح خطأ جسيم في تشغيل آليتنا السياسية من خلال إيجاد   . . . مشروع قانون سميث غير دستوري.»  كتب ويليام ز. فوستر: «كل حركة ديمقراطية في الولايات المتحدة مهددة بهذا الحكم الرجعي   . . . لن يستاء الحزب الشيوعي من هذا الحكم الفاضح ، الذي يكذب تقاليدنا الديمقراطية الوطنية بأسرها. وسوف تحمل المعركة إلى المحاكم العليا ، إلى الجماهير العريضة من الناس.»  كتب فيتو ماركانتونيو من حزب العمل الأمريكي أن الحكم كان «تحدًيا حادًا وفوريًا لحرية كل أمريكي».  أصدر اتحاد الحريات المدنية الأمريكي بيانًا أكد فيه معارضته لقانون سميث ، لأنه شعر أن هذا الفعل يجرم الدعوة السياسية. 
في الخارج ، تلقت المحاكمة القليل من الذكر في الصحف الرئيسية ، لكن الصحف الشيوعية كانت بالإجماع في إدانتها. كتبت صحافة موسكو أن المدينة أظهرت «تحيزًا غير عادي»؛ كتبت صحيفة لندن الشيوعية أن المدعى عليهم قد أدينوا فقط بـ «كونهم شيوعيين»؛ وفي فرنسا ، انتقدت إحدى الصحف هذه الإدانات باعتبارها «خطوة على الطريق تؤدي إلى الحرب». 
في 21 أكتوبر ، قام الرئيس ترومان بتعيين المدعي العام جون مكجوهي ليخدم كقاضٍ في محكمة المقاطعة الأمريكية. تم الترحيب بالقاضي ميدينا كبطل وطني وتلقى 50,000 رسالة تهنئته على نتيجة المحاكمة.  في 24 أكتوبر ، نشرت مجلة تايم ميدينا على غلافها ،  وبعد ذلك بوقت قصير طلب منه التفكير في الترشح لمنصب حاكم نيويورك. في 11 يونيو 1951، رشح ترومان ميدينا لمحكمة الاستئناف الأمريكية للدورة الثانية ، حيث خدم حتى عام 1980. 

### الكفالة والسجن
بعد صدور الحكم ، نشر المتهمون سراحهم بكفالة، مما مكّنهم من البقاء أحرارا أثناء عملية الاستئناف. تم توفير الكفالة البالغة 260,000 دولار (2,737,818 دولارًا في 2020 ) من قبل مؤتمر الحقوق المدنية ، وهو صندوق استئماني لا يهدف إلى الربح تم إنشاؤه لمساعدة أعضاء الحزب الشيوعي الأمريكي في النفقات القانونية. أثناء وجوده بكفالة ، تم تعيين هول في منصب في الأمانة العامة في الحزب الشيوعي الأمريكي. كان يوجين دينيس  –  بالإضافة إلى تهمه قانون سميث  –  يحارب ازدراء تهم الكونغرس الناجمة عن حادث في عام 1947 عندما رفض المثول أمام لجنة الأنشطة غير التابعة لمجلس النواب . واستأنف تهمة الازدراء ، لكن المحكمة العليا أيدت إدانته بتهمة ازدراء في مارس   1950، وبدأ في فضاء مدة سجنه لسنة واحدة في ذلك الوقت. 
أثناء انتظار الاستماع لنداءاتهم القانونية ، أصبح قادة الحزب الشيوعي المسيحي مقتنعين بأن الحكومة ستتولى محاكمة العديد من ضباط الحزب الإضافيين. لضمان استمرارية قيادتهم ، قرروا أن أربعة من المتهمين يجب أن يختبئوا ويقودوا الحزب الشيوعي المسيحي من السجن الخارجي. وقد أُمر المتهمون بتقديم تقرير إلى السجن في 2 يوليو، 1951، بعد أن أيدت المحكمة العليا إداناتهم واستنفدت طعونهم القانونية.  عندما أتي يوليو ، تم إخضاع سبعة مدعى عليهم فقط للسجن ، وذهب أربعة (وينستون ، جرين ، تومسون ، وهال) للاختباء ، وفقدوا كفالة قدرها 80,000 دولار (842,406 دولار عام 2020 )  تم القبض على هول في المكسيك في عام 1951، في محاولة للهرب إلى الاتحاد السوفيتي. تم القبض على طومسون في كاليفورنيا عام 1952. وكلاهما تمت إضافة ثلاث سنوات الي حكم الشجن لخمس سنوات.  استسلم ونستون وغرين طواعية في عام 1956 بعد أن شعروا أن الهستيريا المعادية للشيوعية قد تضاءلت.  لم يكن بعض المتهمين في السجن جيدين: تعرض تومسون لهجوم من سجين مناهض للشيوعية ؛ أصبح وينستون أعمى لأن ورم في المخ لم يعالج على الفور ؛ تم وضع غيتس في الحبس الانفرادي لأنه رفض قفل زنازين النزلاء ؛ وأُمر ديفيز بمسح الأرضيات لأنه احتج على الفصل العنصري في السجن.  

### صورة الشيوعية بعد المحاكمة

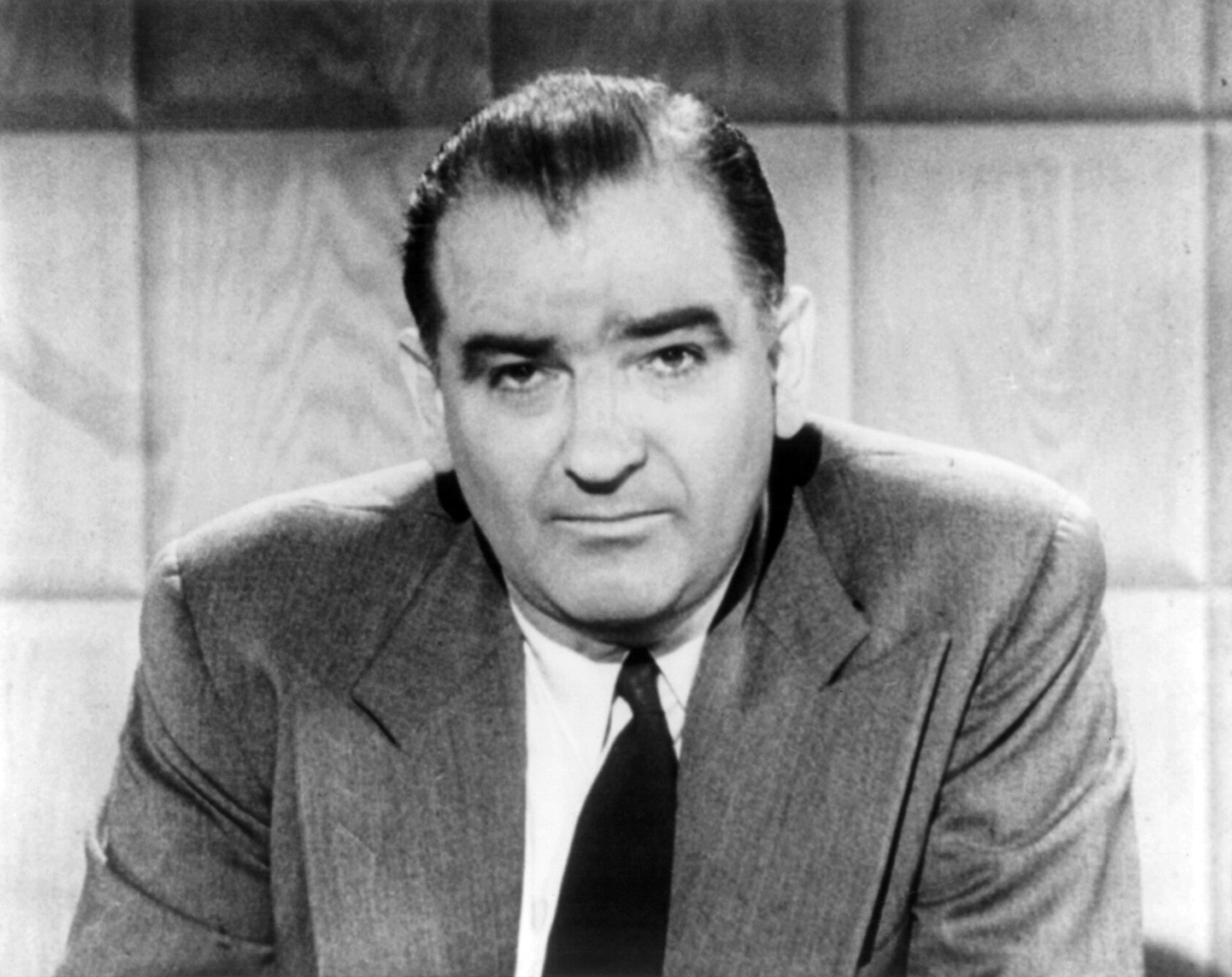
كان السناتور جوزيف مكارثي من كبار المناهضين للشيوعية.

بعد الإدانات ، استمرت الحرب الباردة في الساحة الدولية. في ديسمبر 1950، أعلن ترومان حالة طوارئ وطنية ردا على الحرب الكورية.  استمرت حرب الهند الصينية الأولى في فيتنام، حيث حاربت القوات الشيوعية في الشمال ضد قوات الاتحاد الفرنسي في الجنوب.  توسعت الولايات المتحدة في نظام إذاعة أوروبا الحرة في محاولة لتعزيز المثل السياسية الغربية في أوروبا الشرقية.  في مارس 1951، أدين الشيوعيان الأمريكيان يوليوس وإثيل روزنبرغ بالتجسس لصالح الاتحاد السوفيتي.  في عام 1952، فجرت الولايات المتحدة أول قنبلة هيدروجينية، وتبعها الاتحاد السوفيتي في عام 1953. 
في الداخل ، كانت الحرب الباردة في طليعة الوعي الوطني. في فبراير 1950، ارتقى السناتور جوزيف مكارثي فجأة إلى الشهرة الوطنية عندما ادعى «لدي هنا في يدي قائمة» أكثر من 200 شيوعي من الذين كانوا يعملون في وزارة الخارجية.  في سبتمبر 1950، أقر كونغرس الولايات المتحدة قانون مكاران للأمن الداخلي ، الذي طلب من المنظمات الشيوعية التسجيل لدى الحكومة ، وشكل مجلس مراقبة الأنشطة الهدامة للتحقيق في الأشخاص المشتبه في تورطهم في أنشطة تخريبية. شملت جلسات الاستماع البارزة التي تورط فيها الشيوعيون المزعومون إدانة الجير هيس عام 1950، ومحاكمة روزنبرغ عام 1951، والتحقيق الذي أجراه ج. روبرت أوبنهايمر عام 1954. 
شجعت الإدانات في محاكمة 1949 وزارة العدل على الاستعداد لمقاضات إضافية لزعماء الحزب الشيوعي الأمريكي. بعد ثلاثة أشهر من المحاكمة ، في يناير 1950، أدلى ممثل وزارة العدل بشهادته أمام الكونغرس خلال جلسات الاستماع لتبرير زيادة التمويل لدعم محاكمات قانون سميث.  وشهد أن هناك 21,105 شخصًا محتملاً يمكن توجيه الاتهام إليهم بموجب قانون سميث ، وأن 12,000 من هؤلاء سيتم توجيه الاتهام إليهم إذا تم اعتماد قانون سميث باعتباره دستوريًا.  قام مكتب التحقيقات الفيدرالي (FBI) بتجميع قائمة تضم 200,000 شخص في فهرسها الشيوعي ؛ نظرًا لأن الحزب الشيوعي الأمريكي لم يكن لديه سوى حوالي 32,000 عضوًا في عام 1950، أوضح مكتب التحقيقات الفيدرالي هذا التباين من خلال التأكيد على أنه بالنسبة لكل عضو رسمي في الحزب ، كان هناك عشرة أشخاص موالين لـلحزب الشيوعي الأمريكيومستعدين لتنفيذ أوامره.  بعد سبعة أشهر من الإدانات ، في مايو 1950، ألقى هوفر خطابًا إذاعيًا أعلن فيه أن «الشيوعيين كانوا ولا يزالون يعملون الآن داخل بوابات أمريكا. . . . أينما كانوا ، لديهم طموح شيطاني مشترك واحد: إضعاف وتدمير الديمقراطية الأمريكية في نهاية المطاف عن طريق التخفي والدهاء.» 
عملت وكالات حكومية اتحادية أخرى أيضًا على تقويض المنظمات ، مثل الحزب الشيوعي الأمريكي ، التي اعتبرتها تخريبية: قامت مصلحة الإيرادات الداخلية بالتحقيق في 81 من المنظمات التي اعتبرت تخريبية وتهدد بإلغاء وضع الإعفاء الضريبي الخاص بها ؛ أقر الكونغرس قانونًا يحظر على أعضاء المنظمات الهدامة الحصول على إعانات الإسكان الفيدرالية ؛ وكانت هناك محاولات لرفض مزايا الضمان الاجتماعي ، واستحقاقات قدامى المحاربين ، واستحقاقات البطالة للمتعاطفين الشيوعيين.

## الطعون القانونية لمحاكمة 1949
استأنف المتهمون في محاكمة 1949 أمام محكمة استئناف الدائرة الثانية في عام 1950.  في الاستئناف أثاروا قضايا حول استخدام الشهود المخبرين ، ونزاهة هيئة المحلفين والقاضي ، وسلوك القاضي ، وحرية التعبير. أثارت حججهم في حرية التعبير قضايا دستورية مهمة: فقد أكدوا أن دفاعهم السياسي كان محميًا بموجب التعديل الأول، لأن الحزب الشيوعي الأمريكيلم ينادي بالعنف الوشيك ، بل بدلاً من ذلك روجت للثورة كمفهوم تجريدي.

### قانون حرية التعبير
كانت إحدى القضايا الرئيسية التي أثيرت عند الاستئناف هي أن الدعوة السياسية للمدعى عليهم كانت محمية بموجب التعديل الأول، لأن الحزب الشيوعي الأمريكي لم ينادي بالعنف الوشيك ، وإنما بدلاً من ذلك روجت للثورة كمفهوم تجريدي. 
في أوائل القرن العشرين ، كان الاختبار القانوني الأساسي المستخدم في الولايات المتحدة لتحديد ما إذا كان يمكن تجريم الكلام هو اختبار الميول السيئة. متجذر في القانون العام باللغة الإنجليزية ، سمح الاختبار بحظر الكلام إذا كان لديه ميل إلى إلحاق الضرر بصالح العامة.  كانت باترسون ضد واحدة من أقدم القضايا التي عالجت فيها المحكمة العليا العقوبة بعد نشر المواد . كولورادو (1907) التي استخدمت فيها المحكمة اختبار الميل السيء لدعم اتهامات ازدراء ضد ناشر صحيفة اتهم قضاة كولورادو بالتصرف نيابة عن شركات المرافق المحلية.  
أثارت الاحتجاجات المناهضة للحرب خلال الحرب العالمية الأولى العديد من قضايا حرية التعبير المهمة المتعلقة بالتحريض على الفتنة والتحريض على العنف. في قضية 1919 شنك في. الولايات المتحدة ، قضت المحكمة العليا بأن الناشط المناهض للحرب لم يكن له حق التعديل الأول في التحدث ضد المشروع.  في رأي الأغلبية ، قدم القاضي هولمز اختبار الخطر الواضح والحاضر ، والذي سيصبح مفهومًا مهمًا في قانون التعديل الأول ؛ لكن قرار شينك لم يعتمد رسميا الاختبار.  كتب هولمز في وقت لاحق أنه يعتزم اختبار الخطر الواضح والحاضر لتحسين ، وليس استبدال ، اختبار الميل سيئة.   على الرغم من الإشارة في بعض الأحيان في الأحكام اللاحقة ، فإن اختبار الخطر الواضح والحاضر لم تؤيده المحكمة العليا مطلقًا كاختبار تستخدمه المحاكم الأدنى عند تقييم دستورية التشريعات التي تنظم الكلام.  
واصلت المحكمة استخدام اختبار الميل السيئ خلال أوائل القرن العشرين في قضايا مثل قضية أبرامز 1919 . الولايات المتحدة التي أيدت إدانة النشطاء المناهضين للحرب الذين أصدروا منشورات تشجع العمال على عرقلة المجهود الحربي.  في أبرامز ، عارض هولمز وجاستيس برانديز وشجعوا على استخدام اختبار واضح وحاضر ، والذي وفر المزيد من الحماية للتعبير.  في عام 1925 في جيتلو في. نيويورك ، مددت المحكمة التعديل الأول للولايات ، وأيدت إدانة جيتلو لنشرها «بيان الجناح الأيسر». تم تحديد جيتلو بناءً على اختبار الميول السيئة ، لكن قرار الأغلبية أقر بصحة اختبار الخطر الواضح والحاضر ، ومع ذلك خلص إلى أن استخدامه كان مقصورًا على مواقف شبيهة بشينك حيث لم يتم حظر الخطاب على وجه التحديد من قبل الهيئة التشريعية.   روج برانديز وهولمز مرة أخرى لاختبار الخطر الواضح والحاضر ، وهذه المرة في رأي مؤكد في قضية ويتني عام 1927 . قرار كاليفورنيا .   الأغلبية لم تعتمد أو تستخدم اختبار الخطر الواضح والحاضر ، لكن الرأي المتفق عليه شجع المحكمة على دعم المزيد من الحماية للتعبير ، واقترح أن «الخطر الوشيك»  –  صياغة أكثر تقييدًا من «الخطر الحالي»  –  يجب أن تكون مطلوبة قبل أن يتم حظر الكلام.  بعد ويتني ، واصلت المحكمة استخدام اختبارات الميول السيئة في قضايا مثل سترومبرج في. عام 1931 . كاليفورنيا ، التي رأت أن قانون عام 1919 في كاليفورنيا الذي يحظر الأعلام الحمراء غير دستوري. 
تم استدعاء اختبار الخطر الواضح والحاضر من قبل الأغلبية في 1940 ثورنهيل في. ألاباما القرار الذي تم فيه إلغاء قانون مكافحة الاعتصام في الولاية.   على الرغم من أن المحكمة أشارت إلى اختبار الخطر الواضح والحاضر في عدد قليل من القرارات التي تلت ثورنهيل ،  لم يتم نقض اختبار الميل السيئ بشكل صريح ،  ولم يتم تطبيق اختبار الخطر الواضح والحاضر في العديد من قضايا حرية التعبير اللاحقة التي تتضمن التحريض على العنف.

### الاستئناف أمام محكمة الاستئناف الفيدرالية
في مايو 1950، قبل شهر واحد من سماع محكمة الاستئناف الحجج الشفوية في قضية الحزب الشيوعي الأمريكي، حكمت المحكمة العليا في قضايا حرية التعبير في جمعية التواصلات الأمريكية في. داودز . في هذه الحالة ، نظرت المحكمة في اختبار الخطر الواضح والحاضر ، لكنها رفضته على أنه ميكانيكي للغاية وبدلاً من ذلك قدمت اختبار موازنة .  استمعت محكمة الاستئناف الفيدرالية إلى مرافعات شفهية في قضية الحزب الشيوعي الأمريكي في يونيو   21-23، 1950. بعد يومين ، في يونيو   25، تم غزو كوريا الجنوبية من قبل قوات من كوريا الشمالية الشيوعية ، بمناسبة بداية الحرب الكورية؛ خلال الشهرين اللذين زارا فيهما قضاة محكمة الاستئناف آرائهم ، سيطرت الحرب الكورية على العناوين الرئيسية. في 1 أغسطس، 1950، أيدت محكمة الاستئناف بالإجماع الإدانات في رأي كتبه القاضي المستعلم هاند. نظر القاضي هاند في اختبار الخطر الواضح والحاضر ، لكن رأيه اعتمد نهجًا متوازنًا مماثل لتلك المقترحة في جمعية الاتصالات الأمريكية في. دودز .    في رأيه ، كتب هاند: 
 في كل قضية يجب عليهم [المحاكم] أن يسألوا ما إذا كانت جسامة «الشر»، مخصومةً بعدم احتمالها ، تبرر هذا الغزو لحرية التعبير باعتباره ضروريًا لتجنب الخطر. . . . الحزب الشيوعي الأمريكي ، الذي يمثل المتهمون فيه روحًا مسيطرة ، هو منظمة واضحة للغاية ومزدهرة جيدًا ومنتشرة جدًا ، ويبلغ عدد أتباعها الآلاف ، منضبطين بصلابة وبدون رحمة ، وكثير منهم مغرمون بإيمان طوباوي عاطفي وهو أن يستردوا البشرية. . . . إن الاستيلاء العنيف على جميع الحكومات الحالية هو مقال واحد من عقيدة ذلك الإيمان [الشيوعية] ، والذي يلغي إمكانية النجاح بوسائل قانونية. 
 ذكر الرأي على وجه التحديد الأخطار المعاصرة للشيوعية في جميع أنحاء العالم ، مع التركيز على جسر برلين الجوي. 

### الاستئناف أمام المحكمة العليا

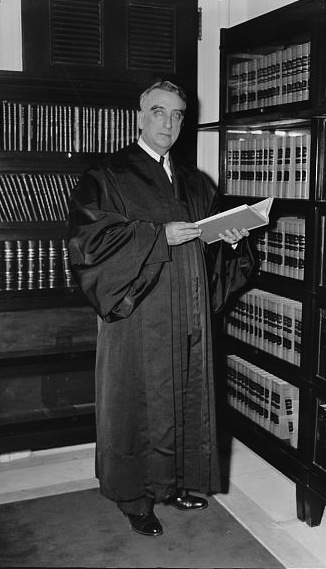
كتب كبير القضاة فريد م. فينسون الرأي في قضية دنيس ضد. الولايات المتحدة.

استأنف المتهمون قرار الدائرة الثانية أمام المحكمة العليا في قضية دينيس ضد. الولايات المتحدة . خلال استئناف المحكمة العليا ، تلقى المتهمون المساعدة من نقابة المحامين الوطنية واتحاد الحريات المدنية.  قصرت المحكمة العليا نظرها على مسائل دستورية قانون سميث وتعليمات هيئة المحلفين ، ولم تبت في قضايا الحياد أو تكوين هيئة المحلفين أو الشهود المخبرين.  صدر القرار 6-2 في 4 يونيو 1951، وأيد قرار هاند. ذكر رأي رئيس القضاة فريد فينسون أن التعديل الأول لا يشترط أن تنتظر الحكومة «حتى يتم الانقلاب على وشك التنفيذ ، وقد وضعت الخطط وتنتظر الإشارة» قبل أن يقطع المؤامرات الفتنة. في رأيه ، أيد فينسون نهج التوازن الذي استخدمه القاضي هاند:  
 كما تناول رأي فينسون الزعم بأن تعليمات هيئة المحلفين في ميدينا كانت خاطئة. ادعى المدعى عليهم أن تصريح مدينا بأنه «من الناحية القانونية أن هناك خطراً كافياً لشر جوهري بأن للكونجرس الحق في منع تبرير تطبيق النظام الأساسي بموجب التعديل الأول للدستور» كان خطأ ، لكن فينسون خلص أن التعليمات كانت تفسيرًا مناسبًا لقانون سميث. 
كانت المحكمة العليا ، على حد تعبير أحد المؤرخين ، «منقسمة بمرارة» بشأن قضايا التعديل الأول التي قدمها دينيس. انشق القضاة هوجو بلاك وويليام أو. دوغلاس عن رأي الأغلبية. في معارضتهما، كتب بلاك «الرأي العام هو ما هو عليه الآن ، قليلون سوف يحتجون على إدانة هؤلاء الملتمسين الشيوعيين. هناك أمل، مع ذلك، أنه، في أوقات أكثر هدوءا، عندما الضغوط الحالية، والمشاعر والمخاوف تهدأ، هذا أو بعض المحكمة في وقت لاحق سوف تتم استعادة حريات التعديل الأول إلى المكان العالي المفضل حيث تنتمي في مجتمع حر».   في أعقاب قرار دينيس ، استخدمت المحكمة اختبارات الموازنة لقضايا حرية التعبير ، ونادراً ما استندت إلى اختبار الخطر الواضح والحاضر. 

### استئناف جمل الازدراء
استأنف محامي الدفاع أحكامهم المزرية ، التي أصدرها القاضي ميدينا بموجب المادة 42 من القواعد الجنائية للإجراءات الجنائية. أثار المحامون مجموعة متنوعة من القضايا في الاستئناف ، بما في ذلك سوء السلوك المزعوم للقاضي ، والادعاء بأنهم حرموا من الإجراءات القانونية الواجبة لعدم وجود جلسة لتقييم مزايا تهمة انتهاك حرمة المحكمة. وجادلوا بأن تهم الاحتقار ستمنع المتهمين المستقبليين من الحزب الشيوعي الأمريكي من الحصول على محام ، لأن المحامين سيكونون خائفين من الانتقام القضائي.   لم يكن الاستئناف الأول المقدم إلى محكمة الاستئناف الفيدرالية ناجحًا: نظرت المحكمة في تصرفات ميدينا ، وعكست بعض مواصفات الاحتقار ، لكنها أكدت الإدانات. 
ثم طعن المحامون في المحكمة العليا التي رفضت الالتماس الأولي ، لكنهم أعادوا النظر في الطعن وقبولوه. قصرت المحكمة العليا مراجعتها على السؤال ، «كانت تهمة ازدراء ، كما ومتى تم التصديق ، واحدة أذن للقاضي المتهم بموجب المادة 42 (أ) بتحديدها ومعاقبته ؛ أو كان من المقرر الحكم عليه ومعاقبته وفقًا للمادة 42 (ب) من قاضٍ غير المتهم ، وبعد إشعار ، سماع ، وفرصة للدفاع؟».  أيدت المحكمة العليا ، في رأي كتبه القاضي روبرت جاكسون، أحكام ازدراء بأغلبية 5 إلى 3 أصوات.  جاء في رأي جاكسون أن «العقوبة الموجزة دائمًا ، وهي محقة ، تُعتبر غير مستحبة ، وإذا فرضت بشغف أو تفاهة ، فإنها تجلب المصداقية إلى المحكمة بنفس القدر الذي يعاقب به السلوك. لكن الأسباب العملية للغاية التي دفعت كل نظام من القوانين إلى فرض سلطة ازدراء في من يرأس الإجراءات القضائية هي أيضًا الأسباب التي تجعله ملخصًا.» 

## محاكمات المسؤولين «من الدرجة الثانية»

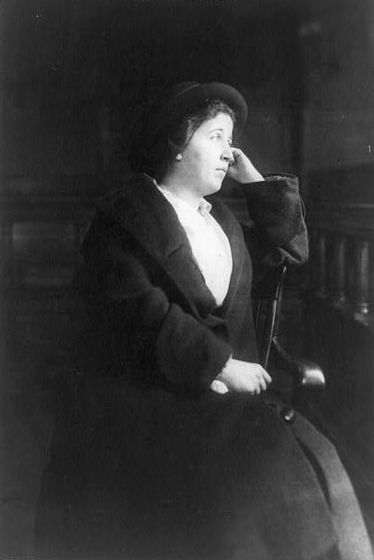
كانت إليزابيث جورلي فلين واحدة من المدعى عليهم من الدرجة الثانية.

بعد إدانات 1949، انتظر المدعون العامون إلى أن تتم تسوية القضايا الدستورية من قبل المحكمة العليا قبل أن يحاكموا قادة إضافيين من الحزب الشيوعي الأمريكي.  عندما تم الإعلان عن قرار دينيس لعام 1951 الذي أيد الإدانات ، بدأ المدعون العامون في توجيه الاتهام إلى 132 من قادة الحزب الشيوعي الأمريكي إضافيين ، والذين يطلق عليهم «السلسلة الثانية» أو «المدعى عليهم من الدرجة الثانية».  تمت محاكمة المدعى عليهم من الدرجة الثانية في ثلاث موجات: 1951 و 1954 و 1956.  عقدت محاكماتهم في أكثر من اثنتي عشرة مدينة ، بما في ذلك لوس أنجلوس (15 مدعى عليه من الحزب الشيوعي الأمريكي ، بما في ذلك دوروثي هيلي ، رئيس فرع الحزب الشيوعي الأمريكي في كاليفورنيا)؛ نيويورك (21 مدعى عليهم ، بما في ذلك أعضاء اللجنة الوطنية كلوديا جونز وإليزابيث غورلي فلين)؛ هونولولو ، بيتسبيرغ ، فيلادلفيا ، كليفلاند ، بالتيمور ، سياتل ، ديترويت ، سانت لويس ، دنفر ، بوسطن ، بورتوريكو ، ونيو هافن.  
واجه المدعى عليهم من الدرجة الثانية صعوبة في العثور على محامين لتمثيلهم. وقد تم حبس محامي الدفاع الخمسة في محاكمة 1949 بتهمة ازدراء المحكمة ،  وتم تجريد كل من أبراهام ج. إيسرمان وهاري ساشر من الحظر. ووجد محامو المدعى عليهم الآخرون في قانون سميث أنفسهم بشكل روتيني يتعرضون للهجوم من قبل المحاكم ومجموعات المحامين ومجالس الترخيص ، مما دفع العديد من محامي الدفاع إلى تجنب قضايا قانون سميث.  أجبر بعض المدعى عليهم على الاتصال بأكثر من مائة محام قبل العثور على واحد من شأنه أن يأخذ قضيتهم ؛  لم يتمكن المدعى عليه ستيف نيلسون من العثور على محامٍ في ولاية بنسلفانيا يمثله في محاكمة سميث ، لذلك اضطر إلى تمثيل نفسه. كان على القضاة في بعض الأحيان تعيين محام غير راغب للمدعى عليهم الذين لم يتمكنوا من العثور على محام لاتخاذ قضاياهم. قدمت نقابة المحامين الوطنية بعض المحامين للمدعى عليهم ، لكن في عام 1953 هدد المدعي العام هربرت براونيل جونيور بإدراج النقابة كمنظمة تخريبية ، مما تسبب في مغادرة نصف أعضائها. 
لم يتمكن بعض المدعى عليهم من الدرجة الثانية من نشر الكفالة لأن الحكومة رفضت السماح لصندوق الدفاع القانوني لكونغرس الحقوق المدنية بتوفير تمويل بكفالة.  كانت لجنة حقوق الطفل قد خلت من النظام القضائي لأنها نشرت الكفالة للمتهمين في المحاكمة عام 1949، وتخطى أربعة من هؤلاء المتهمين الكفالة في عام 1951.  تم استدعاء قادة اتفاقية حقوق الطفل أمام هيئة محلفين كبرى وطلب منهم تحديد الجهات المانحة التي ساهمت بأموال في صندوق الكفالة.  احتج الروائي داشيل هاميت، مدير صندوق حقوق الطفل ، بالتعديل الخامس، ورفض تحديد هوية المانحين ، وحُكم عليه بالسجن ستة أشهر. 
لتزويد الشهود بالمحاكمات من الدرجة الثانية ، اعتمدت وزارة العدل على عشرات المخبرين ، الذين سافروا بدوام كامل من محاكمة إلى محاكمة ، وشهدوا حول الشيوعية والحزب الشيوعي الأمريكي. تم دفع المخبرين مقابل وقتهم ؛ على سبيل المثال ، حصل بودينز على 70,000 دولار (660.439 دولار في 2020 ) من أنشطته كشاهد. 

### عكس قناعات كاليفورنيا

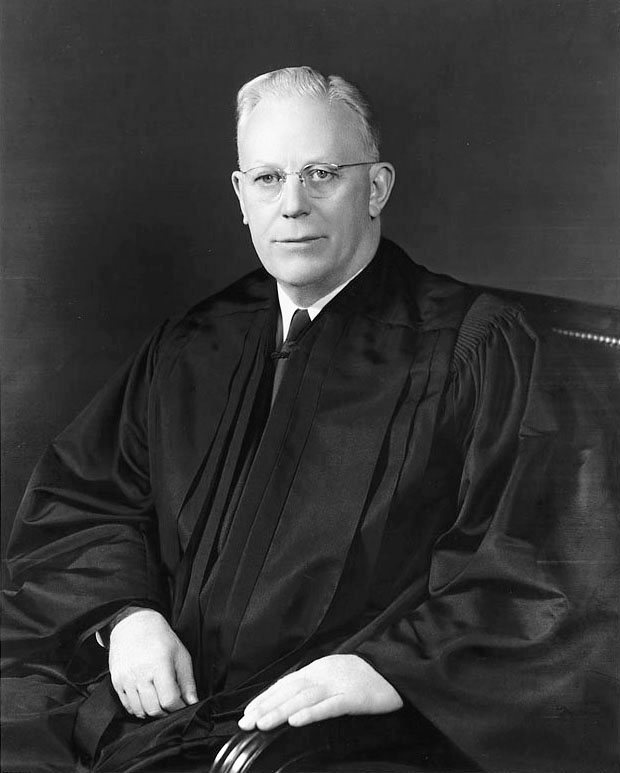
إيرل وارن ، رئيس القضاة عندما تقرر ييتس في عام 1957.

أيدت محاكم الاستئناف الفيدرالية جميع إدانات المسؤولين من الدرجة الثانية. رفضت المحكمة العليا سماع طعونهم حتى عام 1956، عندما وافقت على سماع استئناف المدعى عليهم في كاليفورنيا ؛ هذا أدى إلى معلم ييتس الخامس. قرار الولايات المتحدة .   وقد استأنف في يونيو / حزيران أربعة عشر من مسؤولي الحزب الشيوعي الأمريكي من الدرجة الثانية من كاليفورنيا الذين أدينوا بانتهاكات قانون سميث 17، 1957، والمعروفة باسم «الاثنين الأحمر»، نقضت المحكمة العليا قناعاتهم. بحلول الوقت الذي قضت فيه المحكمة 6-1 في ييتس في. الولايات المتحدة ، تم استبدال أربعة من قضاة المحكمة العليا الذين أيدوا قرار دينيس لعام 1951، بمن فيهم كبير القضاة فينسون. وحل محله رئيس المحكمة العليا ايرل وارن. 
لقد قوض القرار الصادر في ييتس قرار دينيس لعام 1951 من خلال التمسك بالتأمل المجرد ، والعنف في المستقبل قد لا يحظره القانون ، ولكن قد يتم حظر حث الآخرين على التصرف بطرق عنيفة.  في كتابته للأغلبية ، قدم القاضي جون مارشال هارلان فكرة الموازنة بين حق المجتمع في الحفاظ على الذات وحقه في حرية التعبير.  لقد كتب:  
لم يحكم ييتس قانون سميث على أنه غير دستوري أو نقض قرار دنيس ، لكن ييتس قصر تطبيق القانون على درجة أصبحت غير قابلة للتنفيذ تقريبًا.   أغضب قرار ييتس بعض أعضاء الكونغرس المحافظين ، الذين قدموا تشريعات للحد من المراجعة القضائية لبعض الأحكام المتعلقة بالفتنة والخيانة. هذا القانون لم يمر.

### بند العضوية
بعد مرور أربع سنوات على قرار ييتس، نقضت المحكمة العليا إدانة زعيم آخر من الحزب الشيوعي الأمريكي، جون فرانسيس نوتو من نيويورك ، في قضية نوتو في. قضية الولايات المتحدة .  أدين نوتو بموجب شرط العضوية في قانون سميث ، وتحدى دستورية هذا البند في الاستئناف.  كان بند العضوية في جزء من قانون سميث الذي جرم «تنظيم أو المساعدة في تنظيم أي مجتمع أو مجموعة أو تجمع أشخاص يقومون بتدريس أو تأييد أو تشجيع الإطاحة بأي حكومة في الولايات المتحدة أو تدميرها. بالقوة أو العنف ؛ أو أن تكون أو تصبح عضوًا في أي مجتمع أو مجموعة أو مجموعة من الأشخاص ، أو تكون تابعة لها ، مع معرفة أغراضها. .». .  في قرار بالإجماع ، نقضت المحكمة الإدانة لأن الأدلة المقدمة في المحاكمة لم تكن كافية لإثبات أن الحزب كان يدعو إلى اتخاذ إجراء (على عكس مجرد مبدأ) للإطاحة بالقوة بالحكومة. نيابة عن الأغلبية ، كتب القاضي هارلان: 
لم يعلن القرار بند العضوية غير دستوري.  في آراءهم المتفق عليها ، جادل القضاة بلاك ودوغلاس أن شرط العضوية في قانون سميث كان غير دستوري على وجهه باعتباره انتهاكًا للتعديل الأول ، حيث كتب دوغلاس أن «الكلام والمواقف والجمعيات في هذه الحالة   ... في رأيي ، محمية بالكامل بموجب التعديل الأول ، ولا تخضع للتحقيق أو الفحص أو المحاكمة من قبل الحكومة الفيدرالية.»  

### إدانة نهائية
في 1958 في محاكمته الثانية ، أصبح جونيوس سكاليس ، زعيم فرع نورث كارولينا في الحزب الشيوعي الأمريكي، العضو الأخير في الحزب الشيوعي الأمريكي المدان بموجب قانون سميث. كان الشخص الوحيد الذي أدين بعد قرار ييتس .   تابعت النيابة العامة قضية سكيلز لأنه دافع على وجه التحديد عن العمل السياسي العنيف وقدم مظاهرات لمهارات فنون القتال.  تم اتهام سكيلز بانتهاك شرط العضوية في قانون سميث، وليس البند الذي يحظر الدعوة إلى العنف ضد الحكومة. في استئنافه للمحكمة العليا ، أكد سكاليس أن قانون مكاران للأمن الداخلي لعام 1950 جعل بند عضوية قانون سميث غير فعال ، لأن قانون مكاران صراحة ينص على أن العضوية في حزب شيوعي لا تشكل انتهاكًا بحد ذاته لأي قانون جنائي.  في عام 1961، أيدت المحكمة العليا ، في قرار من 5 إلى 4، إدانة سكاليس ، ووجدت أن بند عضوية قانون سميث لم يتم تجنبه بموجب قانون مكاران ، لأن قانون سميث تطلب من المدعين العامين أن يثبتوا أولاً أنه كانت هناك دعوة مباشرة للعنف؛ وثانيا ، أن عضوية المدعى عليه كانت كبيرة ونشطة ، وليس مجرد سلبية أو تقنية.  صوت اثنان من قضاة المحكمة العليا الذين أيدوا قرار ييتس في عام 1957، هارلان وفرانكفورتر ، لدعم إدانة سكاليس. 
كان سكاليس هو المدعى عليه الوحيد الذي أدين بموجب بند العضوية. أدين جميع الآخرين بالتآمر للإطاحة بالحكومة.  خفف الرئيس كينيدي عقوبته عشية عيد الميلاد ، 1962، مما جعل سكاليس هو المدعى الأخير على قانون سميث الذي أطلق سراحه من السجن. المقاييس هي قرار المحكمة العليا الوحيد لدعم إدانة تستند فقط إلى العضوية في حزب سياسي.

## نتائج ما بعد المحاكمة
قوضت قرارات ييتس و نوتو قانون سميث وتميزت ببداية نهاية استفسارات عضوية الحزب الشيوعي الأمريكي. عندما انتهت المحاكمات في عام 1958، تم توجيه الاتهام إلى 144 شخصًا ، مما أسفر عن 105 إدانة ، وبلغت الأحكام التراكمية 418 عامًا و 435,500 دولار (4,108,872 دولار عام 2020 ) في الغرامات.  أقل من نصف الشيوعيين المدانين قضوا عقوبة السجن.  قانون سميث، 18 USC، على الرغم من تعديل عدة مرات ، لم يتم إلغاؤها. 
لمدة عقدين من الزمن بعد قرار دينيس ، تم تحديد قضايا حرية التعبير المتعلقة بالدعوة إلى العنف باستخدام اختبارات الموازنة مثل تلك التي تم توضيحها في البداية في دينيس .  في عام 1969، أنشأت المحكمة وسائل حماية أقوى للتعبير في القضية التاريخية براندينبيرج في. أوهايو التي رأت أن «الضمانات الدستورية لحرية التعبير وحرية الصحافة لا تسمح لدولة بمنع أو حظر الدعوة لاستخدام القوة أو انتهاك القانون إلا في حالة توجيه هذه الدعوة إلى التحريض أو اتخاذ إجراء وشيك خارج نطاق القانون».  أصبح براندنبيرغ الآن المعيار الذي تطبقه المحكمة على قضايا حرية التعبير المتعلقة بالدعوة إلى العنف. 
محاكمات قانون سميث قضت على صفوف القيادة في الحزب الشيوعي الأمريكي.  مباشرة بعد محاكمة 1949، الحزب الشيوعي الأمريكي –  منزعج من المخبرين السريين الذين شهدوا للادعاء  –  بدأت الجهود لتحديد واستبعاد المخبرين من عضويتها. شجع مكتب التحقيقات الفيدرالي هذه الشكوك من خلال زرع أدلة ملفقة مما يشير إلى أن العديد من أعضاء الحزب الأبرياء كانوا مخبرين لمكتب التحقيقات الفيدرالي. حاول دينيس توفير القيادة من داخل سجن أتلانتا ، لكن مسؤولي السجن فرضوا الرقابة على بريده وعزلوه بنجاح من العالم الخارجي.  منع مسؤولو السجن من سجن لويسبورغ ويليامسون من الكتابة إلى أي شخص آخر غير أفراد الأسرة المباشرين.  بسبب افتقارها للقيادة ، عانت الحزب الشيوعي الأمريكي من الاضطرابات والاضطرابات الداخلية ، وبحلول عام 1953 كان هيكل القيادة في الحزب الشيوعي الأمريكي غير فعال.   في عام 1956، كشفت نيكيتا خروتشوف عن حقيقة عمليات تطهير ستالين، مما تسبب في استقالة العديد من أعضاء الحزب الشيوعي الأمريكي بخيبة أمل. بحلول أواخر الخمسينيات ، تضاءلت عضوية الحزب الشيوعي الأمريكي إلى 5,000، من بينهم أكثر من 1,000 ربما كانوا مخبرين لمكتب التحقيقات الفيدرالي.

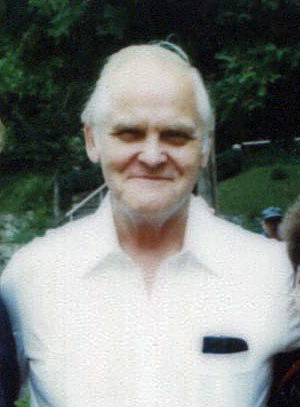
رشح المتهم غوس هول نفسه للرئاسة أربع مرات بعد إطلاق سراحه من السجن.

تم إطلاق سراح المتهمين في محاكمة 1949 من السجن في منتصف الخمسينيات. خدم جاس هول كزعيم للحزب لمدة 40 سنة أخرى ؛ لقد دعم سياسات الاتحاد السوفيتي ، وخاض انتخابات الرئاسة أربع مرات من عام 1972 إلى عام 1984.  استمر يوجين دينيس في المشاركة في الحزب الشيوعي الأمريكي وتوفي في عام 1961. توفي بنيامين ج. ديفيس في عام 1964. توفي جاك ستشيل ، الذي واصل العمل في الديلي ووركر ، في عام 1966.  أصيب جون غيتس بخيبة أمل من الحزب الشيوعي الأمريكي بعد الكشف عن تطهير ستالين العظيم؛ استقال من الحزب في عام 1958 ثم أجرى لاحقًا مقابلة تلفزيونية مع مايك والاس ألقى فيها باللوم على «الإيمان الثابت» للاتحاد السوفيتي في سقوط الاتحاد. 
أصبح هنري وينستون رئيسًا مشاركًا لـلحزب الشيوعي الأمريكي (مع هول) في عام 1966 وحصل على وسام ثورة أكتوبر من قبل الاتحاد السوفيتي في عام 1976.  بعد مغادرة السجن ، استأنف كارل وينتر أنشطة الحزب ، وأصبح رئيس تحرير صحيفة ديلي ووركر في عام 1966، وتوفي في عام 1991.   أُطلق سراح جيل جرين من سجن ليفنوورث في عام 1961 واستمر في العمل مع الحزب الشيوعي الأمريكي لمعارضة حرب فيتنام.  زعيم الحزب وليام ز. فوستر ، 69   سنوات في وقت محاكمة 1949، لم يحاكم قط بسبب اعتلال الصحة ؛ تقاعد من الحزب في عام 1957 وتوفي في موسكو في عام 1961.
تم إطلاق سراح جون ويليامسون في وقت مبكر ، في عام 1955، وتم ترحيله إلى إنجلترا ، على الرغم من أنه عاش في الولايات المتحدة منذ سن العاشرة. انتقل إيرفينج بوتاس إلى بولندا بعد إطلاق سراحه من السجن ، ثم عاد إلى الولايات المتحدة بطريقة غير قانونية في عام 1957، وتم اعتقاله وحُكم عليه بالسجن لمدة عامين بسبب انتهاكه قوانين الهجرة.  تخطى روبرت جي تومسون بكفالة ، وتم القبض عليه في عام 1953، وحُكم عليه بالسجن لمدة أربع سنوات إضافية. توفي في عام 1965 ورفضه مسؤولو الجيش الأمريكي دفنه في مقبرة أرلينغتون الوطنية. طعنت زوجته في هذا القرار ، وخسرت أولاً في محكمة المقاطعة الأمريكية ثم فازت في محكمة الاستئناف. أصبح محامي الدفاع جورج و. كروكيت جونيور لاحقًا نائباً ديمقراطياً من ميشيغان.